# Scroforio
Scroforio è una frazione italiana di 105 abitanti del comune di Terranova Sappo Minulio.
Unica frazione del comune, si tratta di un modesto agglomerato urbano situato tra il capoluogo comunale e Taurianova, a qualche km all'interno rispetto alla Strada Provinciale 1 di Gioia Tauro e Locri tra Taurianova e Santa Cristina d'Aspromonte.
In passato fu uno dei casali della Terranova distrutta dal terremoto del 1783 ed ha avuto differenti denominazioni ("Scalamosorio", "Scrofolìo, "Scrofolìa, "Scrofonio", "Scrofario", quest'ultima tuttora in uso nel dialetto locale).
La prima scuola maschile "per l'istruzione dei fanciulli di Scroforio" è stata aperta nel 1902.
Nel 1911, a tre anni dal terremoto del 1908 il quale causò non pochi disagi e danni agli abitanti della frazione anche per l'insorgenza di una vasta frana che minacciava l'abitato (per questo motivo fu costruita una baraccopoli che perdurò a lungo), l'amministrazione cittadina deliberò la riapertura di una "scuola mista di Stato nella borgata Scroforio".
Nel 1905 venne scavato e messo in funzione all'interno dell'abitato un pozzo artesiano in modo da permettere di attingere acqua, per i vari fabbisogni, in luogo più vicino rispetto alla ubicazione della "fontanina di Spanò" (utilizzata, fino ad allora, per tali necessità).
A Scroforio si trova la chiesa dedicata a "sant'Elia profeta". Questa chiesa sorge a poca distanza dalla prima chiesa edificata nella "borgata Scroforio" in anni successivi al terremoto del 1783 "con il soccorso in buona parte della Principessa di Gerace" e per la restante somma con l'intervento economico del parroco pro-tempore, come si legge nello "Stato delle Chiese" di Terranova. 
Il 26 luglio di ogni anno si festeggia sant'Anna.